# Бродяк Степан Миколайович
Степа́н Микола́йович Бродя́к (нар. 14 лютого 1985 — 5 вересня 2014) — молодший сержант Збройних сил України, учасник російсько-української війни.

## Життєвий шлях
Народився 1985 року в селі Ясениця-Сільна (Дрогобицький район, Львівська область). Закінчив Ясеницьку середню школу, Бориславське професійно-технічне училище (нині — Бориславський професійний ліцей), служив в армії у підрозділах спецпризначення в Кіровограді. Зводив будинок для родини, захоплювався ремонтом техніки. Дітей любив понад усе, приділяв їм щонайбільше уваги; родиною полюбляли відпочивати на природі. Мобілізації міг уникнути — мав проблеми зі здоров'ям.
У серпні 2014 року мобілізований, командир відділення, 80-та окрема аеромобільна бригада. Загинув у бою з диверсійною групою терористів, коли разом із побратимами біля села Цвітні Піски забезпечував відхід українських військ у Слов'яносербському районі трасою Н21.
У часі бою з російським диверсійним підрозділом українські вояки — 97 бійців на 6 БТРах і 2 танках (1 БТР підірвали — не заводився) — зайняли кругову оборону між селами Цвітні Піски і Стукалова Балка, відбиваючи натиск терористів у числі 240—260 осіб. По тому потрапили в засідку в русі на техніці. Після прибуття підрозділу під населений пункт Щастя констатували відсутність БТР-80 № 129, поранення зазнали 9 бійців. У бою загинули: прапорщик Анатолій Гаврилюк, сержант Іван Лемещук, молодші сержанти Віктор Бражнюк, Степан Бродяк та Іван Сова, солдат Руслан Степула. Вважалися зниклими безвісти: старший лейтенант Пилипчук Юрій Юрійович, лейтенант Ігор Петрівський, сержант Олексій Ващук, молодші сержанти Віктор Бражнюк, Гураль Олег Володимирович, старший солдат Володимир Соломчук, солдати Сергій Боднар, Ватаманюк Сергій Миколайович, Іван Воробель, Корнач Сергій Сергійович, Підгайний Микола Йосипович, Роман Симпович, Слободян Едуард Геннадійович, Турчин Михайло Степанович, Микола Федус. Вважаються полоненими капітан Кондрацький Віталій Володимирович, солдати Гринюк Микола Володимирович, Клим'юк Олександр Юрійович.
У незахищений решітками БТР влучив кумулятивний снаряд, трьох бійців, які перебували на борту, розірвало. Степан у цей момент був посередині, він прийняв на себе решту енергії вибуху, чим зберіг життя трьох воїнів, що сиділи навпроти, вони були важко поранені, але живі.
Залишились дружина Мар'яна, донька Вікторія 2008 р.н. та син Сергій 2013 р.н. 1 вересня 2014 року Вікторія пішла до школи без батька; згодом з'ясувалося — назавжди.
Похований 12 вересня 2014 року в Ясениці-Сільній на почесному місці біля Храму Різдва Пресвятої Богородиці.

## Нагороди та вшанування
- За особисту мужність і героїзм, виявлені у захисті державного суверенітету та територіальної цілісності України, вірність військовій присязі під час російсько-української війни, відзначений — нагороджений 15 травня 2015 року — орденом «За мужність» III ступеня (посмертно)[1]
- 1 вересня 2015 року в Бориславському професійному ліцеї відкрито меморіальну дошку Степану Бродяку.[2]
- 2014 року рішенням Бориславської міської ради надано звання «Почесний громадянин Борислава» (посмертно)[3].
- Його портрет розміщений на меморіалі «Стіна пам'яті полеглих за Україну» в Києві: секція 4, ряд 1, місце 20
- Вшановується в меморіальному комплексі «Зала пам'яті», в щоденному ранковому церемоніалі 5 вересня[4]
- медаль «За жертовність і любов до України» (посмертно)